# Banque de l'Indochine
La Banque de l'Indochine o Banca d'Indocina, è stata una banca francese fondata a Parigi il 21 gennaio 1875 per operare nelle colonie francesi in Asia e nel Pacifico. Oltre ad operare come banca commerciale aveva il privilegio di stampare moneta nelle colonie francesi e di gestire il commercio estero tra la Francia e l'estremo oriente. Nel 1974 dopo la perdita dell'impero coloniale francese venne fusa con la Banque de Suez creando la Banque Indosuez, poi confluita nel Gruppo Crédit Agricole.

## Storia
La banca venne fondata il 21 gennaio 1875 dal Comptoir national d'escompte de Paris e dal Crédit Industriel et Commercial come banca d'emissione per le colonie francesi della Cocincina e di Pondicherry, con il privilegio di stampare valuta nei possedimenti francesi in Asia e nel Pacifico. La sede legale venne fissata al 96 di Boulevard Haussmann a Parigi, mentre numerose succursali vennero aperte a Saigon, Hanoi, Tourane (Da Nang), Dalat, Canton, Haiphon, Hué, Phom Penh e Battambang. Le monete emessa erano la piastra dell'Indocina francese, che ebbe valore legale dal 1855 al 1955 e la rupia dell'India francese, in circolazione tra il 1875 ed il 1954. Dal 1888 la banca fu anche responsabile della gestione delle riserve monetarie della colonia, che vennero utilizzate anche per speculazioni finanziarie.
Dal 1888 al 1948 operò anche nella Polinesia Francese ed in Nuova Caledonia, emettendo dal 1945 il Franco CFP.
Durante tutto il periodo coloniale la banca ebbe un ruolo centrale nella vita economica delle colonie francesi. Investimenti nelle prime ferrovie del Vietnam vennero seguiti da un crescente interesse nell'industria della gomma. La banca insieme ad altre aziende francesi come la Michelin mantenne un controllo di maggioranza nello sviluppo del settore che crebbe fino a fare dell'Indocina francese il terzo esportatore mondiale di gomma dopo la Malesia inglese e le Indie orientali olandesi.
Durante la grande depressione degli anni 30 la banca prese il controllo di numerose aziende, piantagioni e terreni in bancarotta tramite le sue controllate Crédit foncier indochinoise e Société immobilière indochinoise, incrementando il suo potere sull'economia coloniale. Durante la seconda guerra mondiale la banca mantenne il suo ruolo centrale e continuò ad emettere moneta. Anche durante l'occupazione giapponese dell'Indocina le sue prerogative non vennero limitate e anche i Viet Minh non cercarono di prenderne il controllo durante la rivoluzione d'agosto del 1945.
Dopo la fine della seconda guerra mondiale, la banca venne quotata in borsa nel 1949, venendo coinvolta negli anni successivi nel cosiddetto "scandalo delle piastre". Le operazioni della banca vennero parzialmente trasferite a Parigi a seguito degli accordi di Ginevra e alla fine dell'impero coloniale francese in Indocina. Rimasero attive le sedi della banca nel Vietnam del sud, fino alla caduta di Saigon del 1975.
Nel 1974 la banca, sotto la presidenza di François de Flers, si fuse con la Banque de Suez, creando la Banque de l'Indochine et de Suez", nota come Banque Inosuez. Nel 1996 divenne quindi una controllata del Crédit Agricole, sotto il nome di Crédit agricole Indosuez (CAI). Fusa nuovamente con il Crédit Lyonnais nel 2004 divenne nota come Calyon, cambiando nuovamente nome nel 2010 divenendo Crédit agricole Corporate and Investment Bank.

## Sedi in Asia
| Città           | Paese                                  | Data di apertura | Chiusura |
| --------------- | -------------------------------------- | ---------------- | --- |
| Tokyo           | Giappone                               | Novembre 1942    | Settembre 1945 |
| Yokohama        | Giappone                               | Luglio 1941      | Novembre 1942 |
| Canton          | Cina                                   | 1889             | |
| Shanghai        | Cina                                   | 1899             | 1955 |
| Tianjin         | Cina                                   | 1902             | |
| Beijing         | Cina                                   |                  | |
| Hanoi           | Indocina francese                      | 1887             | |
| Haiphong        | Indocina francese                      | 1885             | |
| Guangzhouwan    | Concessione francese in Cina           | 1926             | |
| Hong Kong       | Colonia britannica                     | 1894             | 1974 |
| Singapore       | Colonia britannica                     | 1905             | |
| Port Vila       | Vanuatu (Condominio franco-britannico) | 1948             | Integrata con la Indosuez nel 1978 per creare la Banque Indosuez Vanuatu. Nel 1993 le attività sono state cedute alla Bank of Hawaii. |
| Papeete         | Polinesia francese                     | 1905             | Banca di emissione fino agli anni 1960. Nel 1990, la Westpac ha acquisito le operazioni Indosuez a Tahiti.                            |
| Nuova Caledonia | Colonia francese                       | 1888             | Banca di emissione fino al 1966. |